# Dong Fang Hong 1
Dōng Fāng Hóng I (chiń. 东方红一号, znany również pod nazwą China 1, Chicom 1 lub PRC 1) – pierwszy chiński sztuczny satelita Ziemi, wystrzelony w kosmos 24 kwietnia 1970 roku z wyrzutni w Shuangchengzi (kosmodrom Jiuquan). Po umieszczeniu go na orbicie okołoziemskiej Chiny stały się piątym państwem, któremu udało się dokonać tego wyczynu za pomocą własnej rakiety.
Satelita miał kształt sfery o średnicy 1 metra. Miał masę około 173 kg i był wyposażony w nadajnik radiowy do transmitowania pieśni Wschód jest czerwony, której nazwa stała się również nazwą samego satelity. Satelita przestał nadawać w czerwcu 1970.

## Parametry
- perygeum początkowe: 439 km
- apogeum: 2384 km
- okres obiegu w minutach: 114
- kąt nachylenia płaszczyzny orbity: 68,5°[3]
- średnica: ~ 1 m
- masa: 173 kg